# Jan Adamiak
Jan Kazimierz Adamiak (ur. 11 maja 1948 w Krasnymstawie) – polski agronom, nauczyciel akademicki, profesor, senator III kadencji.

## Życiorys
Ukończył w 1971 studia w Wyższej Szkole Rolniczej w Olsztynie, następnie został pracownikiem naukowym tej uczelni. W 1978 uzyskał stopień naukowy doktora, a w 1989 obronił habilitację. W 1991 objął stanowisko profesora nadzwyczajnego w Katedrze Ogólnej Uprawy Roli i Roślin ART. W 1998 otrzymał tytuł profesora nauk rolniczych. Specjalizuje się w zakresie herbologii oraz uprawy roli i roślin. Pracuje w Katedrze Systemów Rolniczych Uniwersytetu Warmińsko-Mazurskiego na stanowisku profesora zwyczajnego.
W latach 1993–1997 sprawował mandat senatora III kadencji, wybranego z ramienia Polskiego Stronnictwa Ludowego w województwie olsztyńskim. Pełnił funkcję wiceprzewodniczącego Komisji Rolnictwa, zasiadał też w Komisji Nauki i Edukacji Narodowej. W 1997 bez powodzenia ubiegał się o reelekcję.
W 1999 otrzymał Krzyż Kawalerski Orderu Odrodzenia Polski.